# عبدللینو (شهرستان آئورگازینسکی، باشقیرستان)
عبدللینو (به لاتین: Abdullino) یک منطقهٔ مسکونی در روسیه است که در باشقیرستان واقع شده‌است.